# М (электровагон)
М — серия электровагонов постоянного тока, построенных в Эстонской Республике в 1924 году для обслуживания местного электрифицированного железнодорожного участка.

## История
В Эстонской Республике, существовавшей с 1918 по 1940 годы, имелась своя железная дорога, бывшая ранее частью Северо-Западных железных дорог Российской империи. На ней имелся участок Таллин (Ревель) — Пяэскюла длинной 11,2 километра. В 1924 году его было решено электрифицировать, применив постоянное напряжение 1200 В. Одновременно с этим данный участок реконструировали (проложив второй путь) и перевели с паровозной на моторвагонную тягу, то есть пустили по нему пригородные электропоезда. Поскольку небольшая и небогатая Эстония не могла закупить моторвагонные составы за рубежом, то для этого в Таллинских железнодорожных мастерских были переделаны обычные 18-метровые пассажирские вагоны III класса дореволюционного времени. Для этого с обоих концов вагонов к основной раме были пристроены кабины управления, таким образом вагон удлинялся до 20 метров. Электрическое тяговое оборудование было закуплено в Германии у немецкой фирмы Siemens-Schuckertwerke (или, кратко, Сименс-Шуккерт).  
Каждый вагон оборудовался четырьмя тяговыми электродвигателями по 70 л.с. каждый, при 600 оборотов/мин. рассчитанными на номинальное напряжение 600 В. Диаметр колес составлял 1050 мм, передаточное число зубчатой передачи 3,4. При этом скорость часового режима составляла 20,5 км/ч, а тяговое усилие — 3500 кгс. Несколько позже (в ходе эксплуатации) для охлаждения двигателей применялись внешние вентиляторы. К контактному проводу двигатели подключались либо последовательно, либо в две параллельные группы с последовательным включением двух машин в каждой группе. Вагоны серии М имели массу около 50 т и конструкционную скорость 70 км/ч. Всего было оборудовано четыре таких вагона, получивших номера от 1 до 4 (маркировка M.1, M.2, M.3, M.4 соответственно). Изначально поездную единицу составляли из одного моторного вагона и двух прицепных, позднее в связи с увеличением размеров движения был добавлен и третий прицепной вагон. В 1936 году один из вагонов был модернизирован.
С присоединением Эстонской Республики к СССР в 1940 году и созданием Эстонской железной дороги НКПС СССР данные составы продолжали свою работу, однако с началом Великой Отечественной войны, в 1941 году они были эвакуированы на Пермскую железную дорогу и больше как тяговые единицы уже не работали.